# Vicente Torres Avilés
Nació el 28 de enero de 1890, en Copanatoyac, Estado de Guerrero. Fueron sus padres don Valeriano Torres y doña Josefa Avilés.

## Formación y trayectoria al servicio del Ejército Federal
El 30 de diciembre de 1907 ingresó como alumno al Colegio Militar, de donde egresó como subteniente de infantería permanente el 4 de diciembre de 1910. 
Sirvió al gobierno interino de Don Francisco León de la Barra y al gobierno constitucional de Don Francisco I. Madero, período en el que emprendió la campaña contra los rebeldes zapatistas en los estados de Morelos y Guerrero. 
Durante su estadía como integrante de las fuerzas federales formó parte del Batallón Número 2. 
El 2 de enero de 1913, por acuerdo del jefe de armas en Puebla, se le confirió el grado de teniente de milicia permanente, cubriendo vacante en el 2o Batallón.

## Acciones de guerra al servicio del Ejército Federal
Asistió el 19 de febrero de 1912 al asalto y toma de la Cruz de Piedra Cresta n.º 2; el 24 de febrero en San Juan Azinga; el 13 de marzo en el camino de Huautla; el 29 de marzo en el pueblo de Santa Catarina así como al combate y toma de Santa María; y el 25 de octubre concurrió al tiroteo en Moyotepec, Morelos, contra los rebeldes zapatistas.
El 12 de febrero de 1913 combatió a los zapatistas en la Estación de Huitchila y Puente de Cuera, y el 26 de abril combatió en Itzmatitlán, Mor.

## Incorporación al Ejército Constitucionalista
Una vez estallada la revolución constitucionalista encabezada por el Primer Jefe del Ejército Constitucionalista, Don Venustiano Carranza, en contra de las fuerzas usurpadoras del General Victoriano Huerta, el teniente Torres Avilés aún pertenecía al Ejército Federal, habiéndosele conferido el 1 de enero de 1914 el grado de capitán 2.º de infantería permanente. 
Al percatarse de la situación de ilegitimidad que se había gestado en los principales círculos del poder, el capitán Torres Avilés decidió adherirse en 1915 a las fuerzas constitucionalistas que luchaban por la restauración del orden quebrantado. En ese tenor ingresó al ejército constitucionalista, en el que se le otorgó el empleo de capitán 2.º de caballería de la Brigada "Figueroa", dependiente del Cuerpo de Ejército del Noroeste.

## Acciones de guerra revolucionaria
El reacio proceder de las fuerzas rebeldes del sur, acaudilladas por el General Emiliano Zapata, provocaron un cisma entre el señalado líder y el restablecido gobierno constitucionalista de Don Venustiano Carranza, por tanto, el llamado "Atila del Sur", se dio a la tarea de enardecer los ánimos del campesinado de Morelos y de algunas regiones de Guerrero, renuentes a seguir bajo la tutela del gobierno central.
En ese sentido, el movimiento zapatista fue uno de los más férreos y perduró hasta los años veinte. Nuestro biografiado se destacó en la lucha contra esas fuerzas rebeldes durante 10 años, obrando entre sus más importantes combates los que se suscitaron de enero a julio de 1915, en los que luchó en la Hacienda del Jazmín, Veracruz, en Santa Ana Atzazacán, en el Cerro de la Perla, Veracruz, y concurrió a los combates que precedieron a la toma de la Capital del País.
Entre los meses de junio y diciembre de 1916 combatió en los pueblos de Coyuca de Benítez y Tepetixtla, Guerrero; Milpa Alta y San Lorenzo, D.F.; Tlatizapan, Morelos; Cuachitla, Guerrero; Huixastla, Morelos; y Zacatepec, Morelos. Entre octubre y diciembre de 1917, combatió en Mochitlán, Guerrero; Amacuzac, Morelos; Cuautlán del Río, Morelos, contra rebeldes zapatistas. 
Mientras estaba comisionado en el Cuartel General de Operaciones de Oriente, durante los meses de junio y agosto de 1918, en la Brigada Mixta "Leales de Tlaxcala", bajo las órdenes del general Leovigildo Ávila, tomó parte en el combate sostenido contra los rebeldes de Zepeda y Aguilar en la Barranca de los Ixtles, Chalchicomula, Puebla. Asimismo, en el mes de noviembre concurrió a los combates de Santa Ana Atzacán, Veracruz, y en la "Sidra" en las cercanías de Tocuila Veracruz, contra rebeldes felicistas. 
Tomando en cuenta que estos rebeldes se habían levantado a sazón de la figura del general Félix Díaz, sobrino de Porfirio Díaz, quien en un sinfín de ocasiones buscó tomar el poder, mas su oportunidad se dio en ese año de 1919, en que se declaró en franca rebelión contra  Carranza autonombrándose "Jefe Supremo del Ejército Reorganizador Nacional", posteriormente, provocó el surgimiento de células rebeldes en su nombre, y aunque no causaban gran disturbio, eran incisivas.
La campaña contra los felicistas se extendió hasta los meses de mayo a diciembre de 1919 en los que el mayor Torres Avilés combatió en las Cumbres de Maltrata; en la Hacienda del Súchel; Ojo Salado; Santa Ana Atzacán; y María, Veracruz.
El 28 de mayo de 1922, en la Barra de Santa Ana, capturó al pailebot "Alicia" que pertenecía a los rebeldes encabezados por el general Carlos Green, quien se perfilaba como uno de los principales promotores de la rebelión delahuertista. Asimismo, desde el 11 de julio de ese año, se hizo cargo de resguardar la Región de los Ríos que comprendía los pueblos de Balancán, Montecristo, Jonuta y Tenosique, Tabasco, así como Palenque, Chiapas.
Participó en la campaña contra los rebeldes delahuertistas, desde el estallido de la citada rebelión, encabezada por don Adolfo de la Huerta y hasta su aniquilamiento. Desde diciembre de 1923 a febrero de 1924, los combatió en las siguientes localidades del Estado de Puebla: Oriental, San Marcos, Tepeaca, Llano Grande, y Esperanza; así como Monte Blanco, Veracruz.
El 21 de marzo de ese mismo año se le nombró jefe del 76o Batallón de Línea, que posteriormente tomaría la denominación del 38o Cuerpo del Arma, en el cual emprendería la campaña del Yaqui en el Estado de Sonora.
Entre los meses de marzo a junio de 1927, combatió en Guapari; el Cañón de Algodones; Camanpaco; Vicam; Guarache; Cohuipeuti; Llano de Otacanhui; Las Palomas; La Escondida; Locobampo; Los Montes de Cochaycari; Babojari y cercanías de Ontemo; Aquimori; Aguaje de Coyotes; Chimipove; y en Aguaje de las Mamias. Por su brillante participación en esta campaña, fue ascendido a general brigadier.  
En el mes de marzo de 1929, al estallar el movimiento rebelde encabezado por el general José Gonzalo Escobar, en contra del Gobierno, quien fue secundado por el general Francisco R. Manzo, quien era jefe de la 4a Jefatura de Operaciones Militares en el Estado de Sonora, el entonces general brigadier Vicente Torres, quien se encontraba con el 38o Batallón a su mando en el Campamento Militar de Vicam, Sonora, combatió a las fuerzas del citado general Manzo. 
Aprovechó la primera oportunidad y logró concentrarse en la plaza fronteriza de Naco, Sonora, el 11 de marzo de 1929. En coordinación con el general Agustín Olachea, jefe del 5o Batallón, se protestó leal al gobierno y resistió el asedio y los ataques de los infidentes hasta romper el sitio; un triunfo que fue decisivo para terminar con las fuerzas rebeldes del General José Gonzalo Escobar.

## Trayectoria militar
Al tomar las armas a favor del constitucionalismo, Vicente Torres Avilés comenzó una rápida y ascendente carrera militar. El 1o de enero de 1915, pasó a la Brigada "Fieles de Oaxaca" y el 20 del mismo mes y año, se le otorgó el grado de capitán 1o de caballería al incorporarse a la Brigada de Machuca, cuya patente fue expedida con la firma de Don Venustiano Carranza. A partir del 15 de octubre de ese mismo año se incorporó a la Brigada "15", bajo las órdenes del general Francisco de P. Mariel. 
El 14 de noviembre de 1915 se incorporó al 2o Batallón de la División del Sur, a las órdenes del general Silvestre G. Mariscal, y el 12 del mes antes mencionado, el citado general le confirió el grado de mayor de infantería por méritos en campaña.
El 15 de diciembre de 1916, se le comisionó al Regimiento "S. Castro", perteneciente a dicha división. 
Del 20 de marzo al 3 de julio de 1918, quedó a disposición de la Secretaría de Guerra y Marina, posteriormente fue encuadrado en el 2o cuadro de regimiento. 
El 4 de julio de 1918 fungió como jefe del detall del 25o Batallón, posteriormente, en la corporación de excedentes dependiente de la Jefatura de Operaciones Militares del Oriente. El 11 de septiembre de 1918 pasó al 31 Batallón de Infantería. El 21 de diciembre del mismo año se incorporó al 7o Batallón de Línea, unidad que, posteriormente, tomó la denominación del 39o Cuerpo del Arma y 7o Regimiento de Infantería de la División "Supremos Poderes".  
El 1o de enero de 1920 se le otorgó el grado de teniente coronel de infantería, y el 1o de mayo de ese mismo año, pasó a formar parte de las fuerzas del general Silvestre G. Mariscal. El 11 de junio del año en cita, quedó a disponibilidad en la Corporación de Jefes y Oficiales; el 1o de octubre se incorporó a la Sección Técnica del Departamento de Estado Mayor, comisionado como instructor de los cuerpos de infantería. 
El 1o de enero de 1921 formó parte del 5o Batallón de Línea.
Por haberse destacado tan valerosamente en la campaña contra los rebeldes delahuertistas, se le confirió el grado de coronel de infantería el 2 de febrero de 1924. 
En junio de 1924, fue  ascendido a general brigadier por su brillante participación en la campaña del Yaqui.
El 16 de mayo de 1929, el presidente de la República le ratificó el grado de general brigadier, por méritos en campaña. 
El 16 de marzo de 1931, se le designó jefe del 78o Regimiento de Caballería, cuya unidad cambió su denominación a 67o Cuerpo del Arma. 
Pasó a disposición en la Ciudad de México el 16 de abril de 1932, así mismo, el 16 de septiembre de ese año, se le designó Jefe del Tren de Ambulancia a disposición del Departamento de Sanidad Militar.
Nuevamente el 1o de marzo de 1934, quedó a disponibilidad en la Ciudad de México, sin embargo, el 16 de junio de 1935, se le designó Comandante del 10o Batallón, en donde se desempeñó hasta el 16 de julio de 1935, fecha en que quedó nuevamente a disponibilidad y en donde permaneció aproximadamente 6 meses, ya que el 1o de enero de 1936 fue nombrado Comandante de la Guarnición de la Plaza de Veracruz. 
Pasó a disposición nuevamente, el 1o de mayo de 1937, y no fue sino hasta el 1o de diciembre de 1938, en que como vocal suplente, formó parte del Consejo de Guerra de la Ciudad de México. El 16 de noviembre de 1939, pasó al Consejo de Guerra de Culiacán, Sinaloa. 
Quedó a disposición del Estado Mayor de la Secretaría de la Defensa Nacional el 1o de julio de 1940. Se le nombró 2o Vocal propietario en el 2o Consejo de Guerra en la Ciudad de México, el 16 de marzo de 1941.
Fungió como comandante en el 59o Cuerpo de Infantería de las Defensas Rurales el 1o de noviembre de 1943, quedó a disposición de la Dirección General de Personal el 1o de enero de 1945.
Pasó agregado en la comandancia de la 27a Zona Militar, el 1o de noviembre de 1946. Posteriormente, a disposición de la Dirección General de Personal, el 1o de mayo de 1947. 
Quedó a disposición de la comandancia militar que se organizó para proteger al personal que llevaba a cabo la campaña contra la fiebre aftosa, prestando sus servicios en la 19 Zona Militar, el 1o de junio de 1947.
El 16 de enero de 1949 pasó nuevamente a disposición de la Dirección General de Personal. El 1o de febrero del mismo año, se le designó comandante en la 30 División de Infantería del Servicio Militar Nacional, en donde permaneció hasta el 1o de septiembre de 1951. Causó baja del activo y alta en situación de retiro por haber excedido la edad límite, el 1o de agosto de 1957.
Falleció el 29 de agosto de 1957. Sus restos fueron inhumados en el Panteón Civil de la Ciudad de México.

## Premios y recompensas
A lo largo de su brillante trayectoria militar, se le otorgaron los siguientes premios y recompensas: Voto de Confianza y Simpatía del H. Congreso de la Unión, por haber luchado contra los rebeldes delahuertistas; condecoración "Cruz de Guerra" de 1a Clase, así mismo, se le confirieron las condecoraciones de perseverancia de 1a, 2a, 3a, 4a y 5a clases.